# Marlène Harnois
Marlène Harnois är en fransk taekwondoutövare. Hon föddes 22 oktober 1986 i Montréal, Kanada där hon var nationell juniormästare som 11-åring. Hon vann bronsmedalj vid juniorvärldsmästerskapen 1999. 2001 reste hon till Frankrike för att träna. I slutet av träningen återvände hon till Kanada och slutade sedan med taekwondo i ca 4 år. År 2006 reste hon till Frankrike igen för att sammanfatta sin taekwondokarriär. Sedan april 2008 är hon fransk medborgare.